# Арсенал
Вижте пояснителната страница за други значения на Арсенал.
Арсеналът е военна организация за съхранение, производство, поддръжка и ремонт на оръжие и муниции. В миналото са съществували частни и обществени арсенали, включително кралски или в по-ново време собственост на държавата. Прототипът на арсеналите в Новото време е Венецианският арсенал, чието изграждане започва в началото на XII век.